# Atomaria sparsutula
Atomaria sparsutula is een keversoort uit de familie harige schimmelkevers (Cryptophagidae). De wetenschappelijke naam van de soort werd in 1887 gepubliceerd door Edmund Reitter.